# Ctenus transvaalensis
Ctenus transvaalensis är en spindelart som beskrevs av Benoit 1981. Ctenus transvaalensis ingår i släktet Ctenus och familjen Ctenidae. Inga underarter finns listade i Catalogue of Life.